# Mont-Marcey
Mont-Marcey era una comuna francesa que estaba situada en el departamento de Orne, de la región de Normandía, que en 1822 pasó a formar parte de la comuna de Le Merlerault.

## Demografía
| Gráfica de evolución demográfica de Mont-Marcey entre 1793 y 1821 |
|                                                                   |

Los datos demográficos contemplados en este gráfico se han cogido de la página francesa EHESS/Cassini.